# Sonja Lumme
Sonja Lumme (Kristinestad, 6 de outubro de 1961) é uma cantora finlandesa que representou o seu país no Festival Eurovisão da Canção 1985 onde cantou o tema Eläköön elämä (Viver uma vida longa ou simplesmente " Viva a vida"). Lumme terminou em 9º lugar e recebeu 59 pontos. Tem gravado vários álbuns, a maioria dos quais cantados em finlandês. A página oficial também só se encontra na sua língua nativa. Além de cantora também é atriz, tendo participado em várias séries televisivas do seu país natal.

## Discografia
- Pallo hallussa (1984)
- Maitoa, maitoa (1987)
- Kanavanvaihtaja (1988)
- Parhaat (1989)
- Hyvin menee, naapurit nauraa (1989)
- Helibori humpsis ja pokasaha soi (1990)
- Meitin Finland (1991)
- Bonjour kirvesvartta (1992)
- Ne halii meitin (1993)
- Tunti torvisoittoa (1994)
- Pure lenkki (1995)
- Parhaat (2000)
- Kun Eurojentalolla tanssittiin (2001)
- Me olemme taas (2003)